# 胡蝶旧居

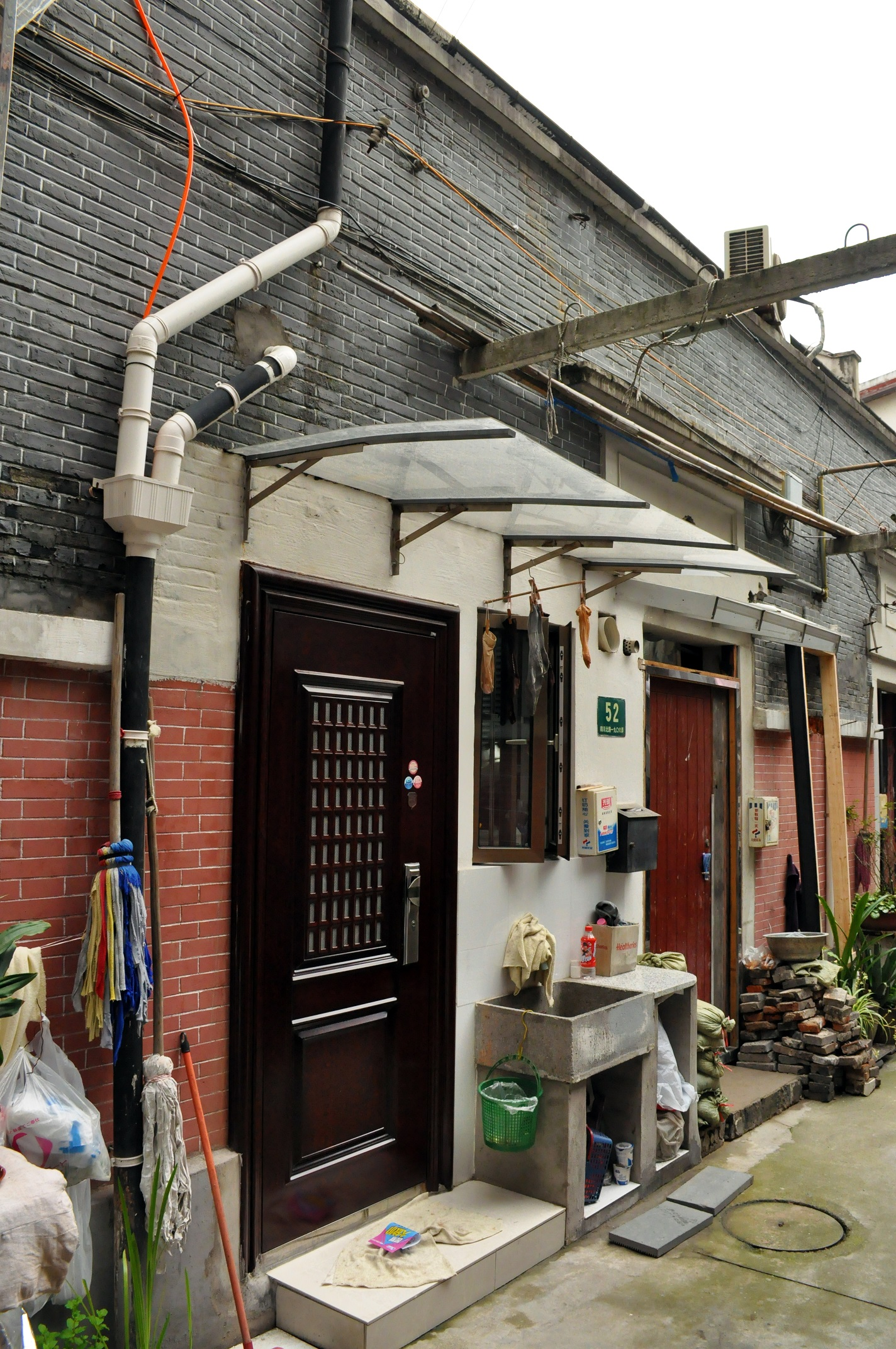

胡蝶旧居是中国上海市的一座历史建筑，位于虹口区四川北路街道四川北路1906弄（余庆坊）52号。此处曾为电影明星胡蝶旧居。
2003年，胡蝶旧居被列为虹口区登记不可移动文物。